# Henri Gouraud
Henri Joseph Eugène Gouraud (Parigi, 17 novembre 1867 – Parigi, 16 settembre 1946) è stato un generale francese, già distintosi come ufficiale coloniale in Ciad, Niger, Mauritania e Marocco.
Durante il corso della prima guerra mondiale ricoprì dapprima l'incarico di comandante della 10ª Divisione di fanteria coloniale, e poi del Corpo d'armata coloniale. Nominato comandante del Corpo di spedizione francese operante nei Dardanelli il 14 maggio 1915, rimase gravemente ferito dallo scoppio di un proiettile di obice, tanto che gli fu amputato il braccio destro. Una volta ristabilitosi, l'11 dicembre assunse il comando della IVe Armée, mantenendolo fino al dicembre 1916, quando fu nominato residente generale del Marocco, al posto del generale Hubert Lyautey che assunse l'incarico di Ministro della guerra. Nel marzo 1917 riassunse il comando della IVe Armée che mantenne fino alla fine della guerra. Nel 1919 fu nominato da Georges Clemenceau Alto Commissario in Libano e Siria e comandante dell'Armée du Levant, alla testa della quale represse la ribellione araba guidata dal re Faysal ibn al-Husayn, futuro re dell'Iraq. Rientrato in Francia nel 1923, fu nominato membro del Conseil supérieur de la guerre, dell'Académie des inscriptions et belles-lettres e Governatore militare di Parigi, incarico che mantenne fino al 1937 quando fu definitivamente posto a riposo.

## Biografia
Nacque a Parigi in Rue de Grenelle il 17 novembre 1867,  figlio  del dottore in medicina Xavier e di Mary Portal. Compì gli studi primari e secondari presso il Collège Stanislas della capitale, e nel 1888 entrò nell'École spéciale militaire de Saint-Cyr, Promotion de Grand Triomphe, da cui uscì nel 1890 con il grado di sottotenente alla fanteria di marina. Sperava di partire per il servizio oltremare, ma suo padre si oppose ed egli fu assegnato al 21º Battaglione cacciatori a piedi di stanza a Montbéliard, dove rimase per i successivi tre anni.
Con l'appoggio della madre nel 1894 raggiunse il Soudan, dove si rivelò subito un ottimo e fortunato comandante militare, riuscendo a catturare il 29 settembre 1898 il capo mandingo Samory Turé, che si opponeva ai francesi da un decennio, senza alcun spargimento di sangue. Touré aveva costituito un impero a sud del fiume Niger e disponeva di molti uomini armati, e il suo arresto lo rese molto popolare in quanto la Francia doveva lavare l'onta dell'affronto inglese a Fachoda. Ritornato in Patria con il grado di capitano, nella capitale iniziò a frequentare le persone che più operavano nella colonizzazione dei territori africani come Auguste d'Arenberg e Eugène Étienne, i futuri fondatori del "partito coloniale".
Promosso colonnello, tra il 1904 e il 1906 fu governatore del Ciad,
e tra il 1907 e il 1910 governatore generale della Mauritania, dove condusse, di sua iniziativa, una grande campagna militare (Campagna de l'Adrar, dicembre 1908-settembre 1909) contro i guerrieri che compivano razzie contro la popolazione, riuscendo a rendere sicure le vie di comunicazione tra il Marocco e la Mauritania. Partecipò così al grande progetto coloniale che prevedeva di costruire un grande Impero francese nell'Africa occidentale. Dopo aver frequentato i corsi del Centro degli alti studi militari, partì per il Marocco dove sbarcò il 2 maggio 1911. Condusse alcune vittoriose battaglie contro le tribù che erano insorte contro l'autorità del sultano, che lo fecero promuovere al grado di generale di brigata nel giugno 1912 e ottenere dapprima il comando militare della regione di Fez, e nel maggio 1914 quello delle truppe del Marocco occidentale.
Nel luglio 1914 scoppiò la prima guerra mondiale, e al comando della 4ª Brigata marocchina parte per il fronte francese. Nominato maggiore generale, il 15 settembre assunse il comando della 10ª Divisione di fanteria coloniale. che condusse nei combattimenti avvenuti nella foresta delle Argonne. Il 7 gennaio rimase ferito da un proiettile mentre ispezionava una posizione di prima linea che aveva appena respinto un attacco tedesco, ma si trovava ancora sotto il tiro delle mitragliatrici nemiche, rifiutando di farsi ricoverare. Il 22 gennaio 1915 assunse il comando del Corpo d'armata coloniale operante nella regione di Beauséjour-Massiges, e il 14 maggio dello stesso anno partì per i Dardanelli in quanto nominato comandante del Corpo di spedizione francese. Il 30 giugno fu gravemente ferito alle gambe e al braccio destro dallo scoppio di un proiettile di obice, venendo ricoverato su una nave ospedale che lo riportò in Francia. Mentre era in navigazione al ferita al braccio destro sviluppò gangrena e l'arto dovette assere amputato. Il Presidente della Repubblica Raymond Poincaré lo decorò personalmente con la Médaille militaire sul suo letto d'ospedale.
Ristabilitosi rapidamente, l'11 dicembre assunse il comando della IVe Armée operante nel settore della Champagne. Il 14 ottobre 1916 perse il fratello Pierre, caduto in combattimento nel corso della battaglia della Somme, e tra il dicembre successivo e il marzo 1917 ritornò in Marocco come residente generale, sostituendo il generale Hubert Lyautey nominato Ministro della guerra del governo Briand. Nel marzo 1917 riassunse il comando della IV Armée, guidandola nella battaglia delle Colline (17 aprile-20 maggio 1917) e nell'offensiva della Mosa-Argonne (15 giugno 1918). Presso la IVe Armée ebbe come suo capo di stato maggiore l'allora colonnello Prételat. Dopo la fine della guerra, nel dicembre 1918, il Capo di stato maggiore dell'esercito generale Philippe Pétain lo insignì della Gran Croce di Cavaliere della Legion d'onore in piazza Kléber a Strasburgo.
Nel 1919 il capo del governo francese Georges Clemenceau lo inviò nel Vicino Oriente come Alto Commissario di Libano e Siria, e comandante dell'Armée du Levant. Durante questo suo mandato fu creato lo Stato del Grande Libano in data 1 settembre 1920, e riuscì anche a occupare tutta la Siria, in base agli accordi anglo-francesi Sykes-Picot, dopo aver sconfitto nella battaglia di Maysalun le forze arabe del re Faysal ibn al-Husayn, capo della Rivolta Araba e futuro re d'Iraq.
In Siria condusse i "Bureaux Arabes" fin quando nel 1923 rientrò in Francia, nominato membro del Conseil supérieur de la guerre e dell'Académie des inscriptions et belles-lettres. Mentre si trovava in viaggio verso gli Stati Uniti d'America, dove doveva presenziare come ambasciatore straordinario ai funerali del presidente Warren Gamaliel Harding, apprese della sua nomina a Governatore militare di Parigi, carica che resse fino al 17 novembre 1937 quando andò in pensione. 
Nel settembre 1925 presenzò all'inaugurazione del Monumento ai morti dell'Armées de Champagne, preoccupandosi di sostenere finanziariamente l'Association du Souvenir aux Morts des Armées de Champagne. Considerato dal popolo parigino l'incarnazione del veterano della prima guerra mondiale, presenziò a numerose cerimonie, ed effettuò molti viaggi, in Polonia (1925), India e Stati Uniti d'America (1929), Turchia (1930), e in Africa Occidentale Francese (1933-1934). 
Una volta in pensione prese dimora in rue de Varenne, ma dopo l'infausto esito della battaglia di Francia (maggio-giugno 1940) lasciò la capitale per stabilirsi a Royat, nel dipartimento di Puy-de-Dôme, dove visse fino al 1 maggio 1945 quando rientrò a Parigi, dove si spense il 16 settembre 1946.
Il governo gli rese omaggio con solenni funerali di Stato, e la salma fu tumulata nella cripta del Monumento-Ossario Aux Morts des Armées de Champagne a Souain-Perthes-lès-Hurlus e Sommepy-Tahure. Il suo kepì è esposto presso Fort de la Pompelle, vicino a Reims.

### Riconoscimenti
Dopo la sua morte numerose piazze e vie di città furono intitolate al suo nome. Parigi ha intitolato Place Général-Gouraud nel VII arrondissement, Lione rue Général-Gouraud nell'VIII arrondissement. Neuilly-sur-Seine gli ha intitolato la vecchia piazza del castello, Strasburgo una via presso il parco dei Contades. Le città di Meudon, Bourges, Obernai (Alsazia), Marcq-en-Barœul (Nord), Sélestat (Alsazia), Chamalières (Puy-de-Dôme), Calais (Pas-de-Calais), Reims (Marne)  e di Montigny-lès-Metz (in Mosella) hanno una rue du Général Gouraud. 
In Marocco, nella regione d'Ifrane, all'entrata di una foresta a Azrou, un imponente albero di Cedro porta il nome di Général Gouraud, in lingua araba arz-Gourau.

## Pubblicazioni

### Libri
- La Pacification de Mauritanie. Journal des marches et opérations de la colonne de l'Adrar, Comité de l’Afrique française, Paris, 1910.
- Souvenirs d'un Africain, Au Soudan, Pierre Tsiné, Paris, 1939
- Zinder-Tchad. Souvenirs d'un Africain, Plon, Paris, 1944.
- Mauritanie-Adrar,  Plon, Paris, 1944.
- Au Maroc, 1911-1914, Plon, Paris, 1946.

### Articoli
- La France en Syrie, in Revue de France, 1 avril 1922.

### Annotazioni
1. ↑  Era il primo dei sei figli della coppia. Gli altri erano Françoise che diventerà suora, Joseph prete, Pierre militare di carriera, Marie-Thérèse catechista e Xavier medico.
2. ↑  La famiglia Gouraud era originaria della Vandea, ma durante il corso della rivoluzione francese si era trasferita dapprima ad Angers e poi a Parigi. La famiglia della madre era originaria di Rouen.
3. ↑  La sua decisione di intraprendere la carriera militare fu dettata, come per molti altri giovani della sua generazione, dal desiderio di vendicare la sconfitta patita dalla Francia nel corso della guerra del 1870-1871.
4. ↑  Grazie al loro sostegno attivo, particolarmente del leader Étienne, egli compì una brillante carriera in Africa per altri quindici anni, distinguendosi in Niger, Ciad, Mauritania.
5. ↑  Appena fu in grado di reggersi in piedi si recò in Italia per consegnare la Gran Croce di Cavaliere della Legion d'onore al generale Luigi Cadorna, Capo di stato maggiore del Regio Esercito.
6. ↑  Creata l'associazione, chiese ed ottenne dal Ministero della guerra nel maggio 1933 il riconoscimento di associazione di pubblica utilità per la Fondation du Monument aux Morts des Armées de Champagne e per l'Ossario di Navarin.
7. ↑  Fu ricevuto dal suo vecchio avversario Kemal Ataturk, divenuto nel frattempo Presidente della Repubblica Turca.

### Fonti
1. 1 2 3 4 5 6 7 8 9  Tucker 2014, p. 685.
2. 1 2 3 4 5 6 7 8 9 10 11 12  Firstworldwar.
3. 1 2 3 4 5 6 7 8 9 10 11 12 13 14 15 16 17 18 19 20 21 22 23 24 25 26 27 28 29  Lyceefr.
4. 1 2 3  Klein 1999, p. 121.
5. ↑  Bernède 2007, p. 30.

### Periodici
- Julie d'Andurain, Le général Gouraud, chef du corps expéditionnaire des Dardanelles, 1915, in Revue historique des armées, n. 258, 1º trimestre 2010, pp. 46-56.